# Дэвис, Рик
Рик Дэвис (англ. Rick Davies), или Ричард Дэвис (англ. Richard Davies; 22 июля 1944, Суиндон, Англия), — англо-американский певец, клавишник, автор песен, один из основателей группы Supertramp.

## Биография
С момента ухода Роджера Ходжсона из группы в 1983 году Дэвис является единоличным лидером и композитором всех песен Supertramp.
Дэвис владеет компанией, названной «Rick Davies Productions», которой принадлежат авторские права на записи группы Supertramp и название группы.
Его жена Сьюи, на которой он женился в 1977 году, менеджер группы Supertramp с 1984 года.